# Ariamnes birgitae
Ariamnes birgitae är en spindelart som beskrevs av Embrik Strand 1917. Ariamnes birgitae ingår i släktet Ariamnes och familjen klotspindlar.
Artens utbredningsområde är Myanmar. Inga underarter finns listade i Catalogue of Life.